# 歴史小説

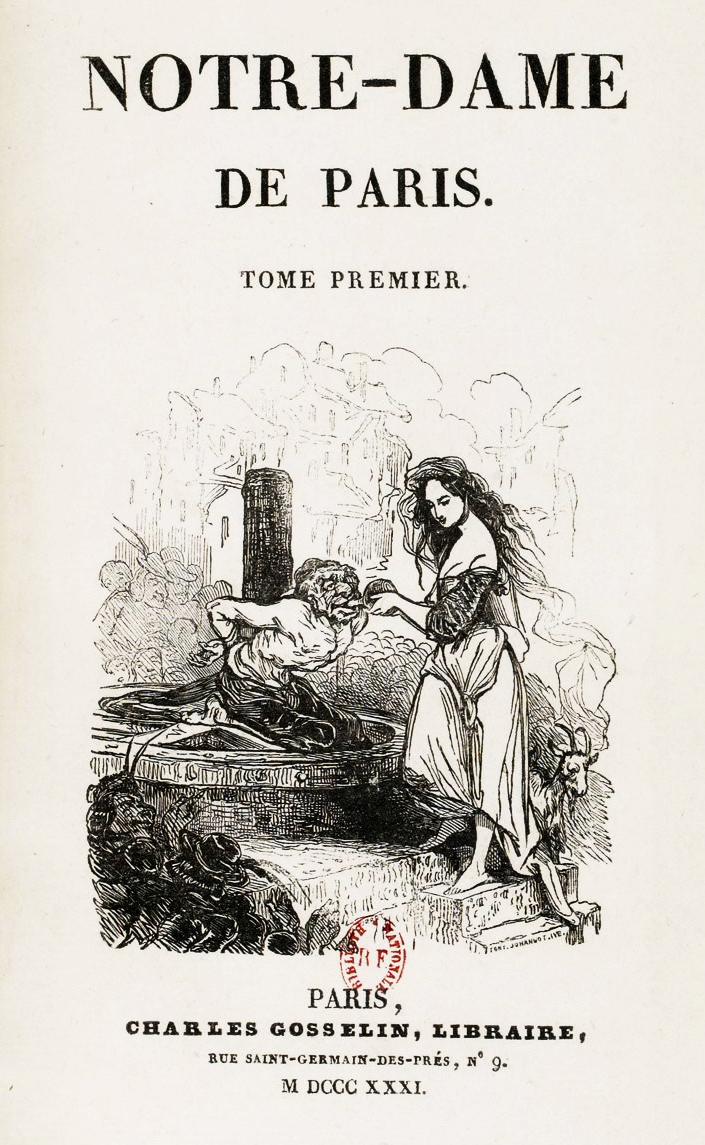
15世紀（1482年）を描いたヴィクトル・ユーゴー『ノートルダム・ド・パリ』（1938年）

歴史小説（れきししょうせつ）は、主として歴史上に実在した人物を用い、ほぼ史実に即したストーリー、またはその時代を設定して、その中での空想上の物語が書かれたものが展開される小説のことである。

## 歴史小説と時代小説
一般的には、歴史小説と時代小説とはほぼ同じ意味に用いられているが、文学の上ではかなり明確な区別がある。
歴史小説は、主要な登場人物が歴史上実在した人物で、主要な部分はほぼ史実の通りに進められる。著者がその主人公の生き方や思想に感動したことによって物語が生まれ、主人公の行動あるいは言動に、著者が訴えたいモチーフが込められており、歴史を題材とした評論的な趣が強い。山岡荘八の『徳川家康』や丹羽文雄の『親鸞』、『蓮如』などは典型的な歴史小説といえる。
これに対して時代小説は、『銭形平次捕物控』のように架空の人物を登場させるか、実在の人物を使っても史実と違った展開をする。徳川光圀（水戸黄門）は実在の人物であるが、『水戸黄門漫遊記』のように助さん・格さんの二人の子分を従え、諸国を巡り歩いて裁きをするなどというのは、史実と照らし合わせるとかなり荒唐無稽である。いくら「天下の副将軍」でも、大名が勝手に他の領主の領地に入ることは禁止されていたからである。つまり、史実や著者の訴えよりも面白さ、いわゆるエンターテインメント性を重要視したのが時代小説である。吉川英治の一連の作品や池波正太郎の『鬼平犯科帳』などは時代小説である。かつて「チャンバラ」と呼ばれた劇を「時代劇」というが、その小説版と見てもいい。

## ジャンルの歴史
歴史小説が出来る以前にもウィリアム・シェイクスピア『ジョン王 (シェイクスピア)』『リチャード二世』『ヘンリー四世』『ヘンリー五世』『ヘンリー六世 第1部』『ヘンリー六世 第2部』『ヘンリー六世 第3部』『リチャード三世 (シェイクスピア)』『ヘンリー八世』やフリードリヒ・フォン・シラー『ヴァレンシュタイン三部作』（1799年）などがいた。
19世紀初頭のスコットランドの小説家ウォルター・スコットはイギリス文学のみならず、西洋文学における歴史小説の先駆者である。1814年に発表された『ウェイヴァリー』に続く一連の作品は多くの模倣者を生み出し、歴史小説という新しいジャンルを確立した。19世紀前半におけるヨーロッパの歴史小説ブームの背景には、フランス革命後、民主化の進む社会において、一般市民の居場所のある新しい歴史観が求められていたからとする説もある。
そうした一群の作家には、エドワード・ブルワー＝リットン『ポンペイ最後の日』（1834年、イギリス）、ニコライ・ゴーゴリ『隊長ブーリバ』（1835年、ロシア）、アレクサンドル・プーシキン『大尉の娘』（1836年、ロシア）、アレクサンドル・デュマ・ペール『ボルジア家風雲録』（1839年）『王妃マルゴ』（1845年、フランス）、チャールズ・ディケンズ『二都物語』（1859年、イギリス）、ギュスターヴ・フローベール『サランボー』（1862年、フランス）、ジョージ・エリオット『ロモラ』（1862年、イギリス）、レフ・トルストイ『セヴァストポリ物語』（1855年）『戦争と平和』（1869年）『ハジ・ムラート』（1912年、ロシア）、ヴィクトル・ユーゴー『九十三年』（1873年、フランス）といった錚々たる大作家が含まれている。イギリスにおいては、歴史小説はその後ひとたび停滞するが、1880年代に再びその勢いを取り戻した。
フェデリコ・デ・ロベルト『副王たち』（1894年）『至上権』（1929年、イタリア）、ヨーゼフ・ロート『ラデツキー行進曲』（1932年、オーストリア）、シュテファン・ツヴァイク『マリー・アントワネット』（1933年、オーストリア）、ハインリヒ・マン『アンリ四世の青春』（1935年、ドイツ）、サマセット・モーム『昔も今も』（1946年、イギリス）、トマージ・ディ・ランペドゥーサ『山猫』（1958年、イタリア）などが発表された。ヘンリク・シェンキェヴィチ『クォ・ヴァディス』（1896年、ポーランド）、イヴォ・アンドリッチ『ドリナの橋』（1945年、ユーゴスラビア）は、ノーベル文学賞を受賞した。
南米からはエウクリデス・ダ・クーニャ『奥地』（1902年、ブラジル）、C・L・R・ジェームズ『ブラック・ジャコバン』（1938年、トリニダード・トバゴ）、マリオ・バルガス・リョサ『世界終末戦争』（1981年、ペルー）が発表され、アレホ・カルペンティエル『この世の王国』（1949年、キューバ）はラテンアメリカ文学「ブーム」をもたらした。
アフリカ文学では、ウォーレ・ショインカ『死と王の先導者』（1959年、ナイジェリア）、グギ・ワ・ジオンゴ『泣くな、わが子よ』（1964年、ケニア）、ペペテラ『マヨンベ』（1980年、アンゴラ）、チママンダ・ンゴズィ・アディーチェ『半分のぼった黄色い太陽』（2007年、ナイジェリア）が各国の戦争等を題材としている。ジョン・ブライリー『遠い夜明け』（1987年、アメリカ合衆国）は、スティーヴ・ビコ暗殺を描き、リチャード・アッテンボローが映画化した。

### 日本における歴史小説
第二次世界大戦以前は史実を踏まえて書かれた小説というものは少なく（ただし、舞台を過去に採った大衆小説や、史実を物語風に記述する史伝は盛んに執筆されていた）、また歴史を扱った文芸作品として江戸時代以来の講談の人気が強かったことも、歴史小説の勃興を遅らせる一因となった。その中で大正期に森鷗外は「歴史其儘」「歴史離れ」という2つの形態の歴史小説を執筆、昭和期に入り発表された島崎藤村の『夜明け前』は、歴史小説の白眉とされる。また吉川英治は多くの読者を獲得し、中でも「剣禅一如」の境地を求める主人公を描いた『宮本武蔵』は、戦争下において広く受け入れられ、大衆文学の転機となった。この他、子母澤寛は『父子鷹』『勝海舟』などを、寺島柾史は稗史物語の『日本海軍戰記 怒濤』 を発表した。
戦後、司馬遼太郎らによって歴史小説は大きく変化した。司馬は独自の視点から、『竜馬がゆく』『坂の上の雲』などの作品を発表、その後の歴史小説に大きな足跡を残すことになった。江戸川乱歩賞作家の陳舜臣は、中国史に題材を求めた『阿片戦争』などを書き、吉村昭は「記録小説」と呼ばれるジャンルを開拓した。女流作家として永井路子、杉本苑子、安西篤子らの活躍も目覚しかった。大物作家でも、吉川英治は『私本太平記』、海音寺潮五郎は『天と地と』などを発表した。中でも山岡荘八の『徳川家康』は、異例の長期新聞連載となり、空前の「家康ブーム」を巻き起こした。
近年、推理作家の黒岩重吾、SF作家の高橋克彦、ハードボイルド作家の北方謙三といった、他ジャンルからの作家の活躍も目立つ。
また、外国歴史小説の書き手も多い。特に中国史に関しては陳舜臣、宮城谷昌光、塚本靑史、酒見賢一らによって大きな一分野を成しており、他に西洋史に関しては塩野七生、藤本ひとみ、佐藤賢一らが活躍している。